# نظریه خلاء ابرشاره
نظریه خلاء اَبَرشاره یا نظریه خلاء فوق سیال که گاه با عنوان نظریه خلاء چگالش بوز-اینشتین نیز شناخته می‌شود، یک نظریه در فیزیک نظری و مکانیک کوانتومی در فراتر از مدل استاندارد آن است که در آن خلاء فیزیکی به عنوان یک ابرشاره یا چگالش بوز-اینشتین در نظر گرفته شده‌است.
ساختار میکروسکوپی این خلاء فیزیکی در حال حاضر ناشناخته است و در حال حاضر این موضوع به صورت فشرده مورد مطالعه قرار گرفته‌است. هدف نهایی این نظریه ارتباط منسجم بین مکانیک کوانتومی (منظور سه نیروی بنیادی هسته‌ای ضعیف، هسته‌ای قوی و الکترومغناطیسی) با نیروی گرانش است. از اینرو نظریه خلاء ابرشاره را به عنوان کاندیدای تئوری گرانش کوانتومی معرفی می‌کنند که باید قادر به توصیف تمام فعل و انفعالات شناخته شده در جهان در دو مقیاس میکروسکوپیک و کیهانی را دارا باشد.

## تاریخچه
مفهوم اتر به عنوان یک واسط پس از ظهور نظریه نسبیت خاص کنار گذاشته شد، زیرا وجود این مفهوم در کنار نسبیت خاص منجر به تناقضات مختلفی می‌شد. به بیان ساده‌تر، اتر با داشتن سرعت مشخص در هر نقطه از فضازمان، جهت مشخصی را باید نشان بدهد. با این حال در اوایل سال ۱۹۵۱، دیراک مقالاتی منتشر کرد که در آن اشاره شده که باید نوسانات کوانتومی جریان اتر در نظر گرفته شود. استدلال‌های وی شامل استفاده از اصل عدم قطعیت در سرعت اتر در هر نقطه از فضازمان است، و این بدان معناست که سرعت کمیت مشخصی نخواهد داشت. در بهترین حالت، می‌توان اتر را با یک تابع موج نشان داد که در حالت خلأ کامل، تمامی سرعت‌های اتر برای آن به یک اندازه محتمل می‌باشد.
با الهام از ایده‌های دیراک، سودارشان و همکارانش در سال ۱۹۷۵ مجموعه مقالاتی را منتشر کردند که مدل جدیدی را برای اتر پیشنهاد می‌کرد، که طبق آن یک حالت فوق سیال توسط تابع موج میکروسکوپی از جفت‌های فرمیون و ضد فرمیون است.
استفانو لیبراتی و لوکا ماچیونه ویسکوزیته چنین مایعی را مورد بررسی قرار دادند و با بررسی ضخامت مایع دریافتند که این میزان تقریباً صفر است. بنا براین، مدل قابل‌قبول برای گرانش کوانتومی در حقیقت ابرشارگی جهان می‌تواند باشد، اما این مدل نیازمند درک دقیقی از ویسکوزیته و میزان ضخامت آن - با تخمین نزدیک به صفر - است. از این رو، اگر فضازمان مایع باشد، براساس محاسبات صورت گرفته باید یک ابرشاره باشد و در این صورت میزان ویسکوزیته بسیارکم و نزدیک به صفر خواهد بود.